# Allerød (okres klimatyczny)
Allerød – ciepły okres interstadialny u schyłku ostatniego glacjału, pomiędzy starszym i młodszym dryasem. Trwał od 11 866/12 126 lat BP do 10 847/10 896 lat BP. Nazwa pochodzi od stanowiska Allerød niedaleko Kopenhagi w Danii.
W tym czasie nastąpiło przesunięcie stref klimatycznych ku północy, na Niżu Zachodnioeuropejskim pojawiły się środowiska leśne, w Polsce są to lasy brzozowo-sosnowe (strefa północna) i sosnowo-brzozowe (strefa południowa). Z okresem Allerødzkim wiąże się glebę typu Ussello, która bywa widoczna w profilach wydmowych. Jest to ślad po środowisku leśnym.
Okres Allerødu zakończył się gwałtownym oziębieniem klimatu (ok. 12 680 lat BP), trwającym około 20 lat, na co wskazują analizy grenlandzkich rdzeni lodowych (GRIP i GISP 2).